# Ébner Jenő
Ébner Jenő (Budapest, 1907. április 22. – Maroshévíz, 1989. december 26.) római katolikus pap, a lazarista rend (CM) tagja.

## Életpályája
A  Ferencvárosban született. A budapesti ciszterci Szent Imre Gimnáziumban érettségizett 1927-ben. 1923-ban belépett a lazarista rendbe, a noviciátus Lakócsán végezte.
teológiai tanulmányait a rend piliscsabai főiskoláján és Szobon végezte. 1930-ban Budapesten szentelték pappá. Bécsben, Linz-ben és Budapesten is tanított, ahol doktorátust is szerzett. 
A fővárosban, majd Piliscsabán segédlelkészi szolgálatot teljesített, majd Szobon lett teológiai tanár és a vidék missziós lelkipásztora. Észak-Erdély visszacsatolását követően a kolozsvári Irisztelep plébánosa lett, ő építtette a kerekdombi templomot és paplakot. A kolozsvári lazarista rendház főnöke volt.
A második világháború után Nagyváradon rendfőnök, majd 1953-ban deportálták kényszerlakhelyre Marosfőre. 1984-ben mint lazarista, titokban egy Caritas szervezetet alapított, melynek szálai Szatmárra is elértek. Összekötő volt Márton Áron püspök és Róma között. Csíkszeredában volt kórházlelkész, majd Biharsályi, Bikács, Cséffa, Türkös, később Marosfő plébánosa. Missziós házat épített a Maros forrásánál, onnan látogatta híveit, de őt is sokan keresték fel a legkülönfélébb lelki problémáikkal távoli vidékekről is.

## Halála
Életének utolsó éveiben nyolcszor törtek be otthonába (felismerhetően a titkosrendőrség emberei). Utoljára 1989-ben, a Ceaușescu-rendszer bukásának idején törtek rá (bujkálókat rejtegetett plébániáján). Halálának estéjén öt férfi kopogott be hozzá, olyanok akiket jól ismert, szeretett és többször támogatott. Bár nagyon jól tudták, hogy nincs pénze, hisz a szentmisékért kapott pénzt, sőt tűzifáját is szétosztotta a szegények között, azért mégis követelőztek. Betuszkolták házi kápolnájába, kezét hátra kötözték, stólájával betömték a száját és a házi oltára előtt halálra taposták.

## Emlékezete
- 1993. szeptember 23-án, Marosfőn emléktáblát állítottak Ébner Jenő katolikus pap emlékére, az általa emelt haranglábon.
- 2004. szeptember 18-án dr. Ébner Jenő nevét vette fel a marosfői 4-es számú Általános Iskola.
- 2014-ben tiszteletére könyv jelent meg. Borka Ernő (szerk.): Emlékkönyv. Dr. Ébner Jenő lazarista szerzetes pap halálának 25. évfordulójára. Csíkszereda: Marosfői Római Katolikus Plébánia, 2014.